# Kamenice (přítok Jizery)
Kamenice je řeka v Libereckém kraji v České republice. Je to pravostranný přítok řeky Jizery. Délka toku je 36,7 km. Plocha povodí měří 218,61 km². Kamenice je nejvýznamnějším jizerskohorským přítokem Jizery.

## Průběh toku

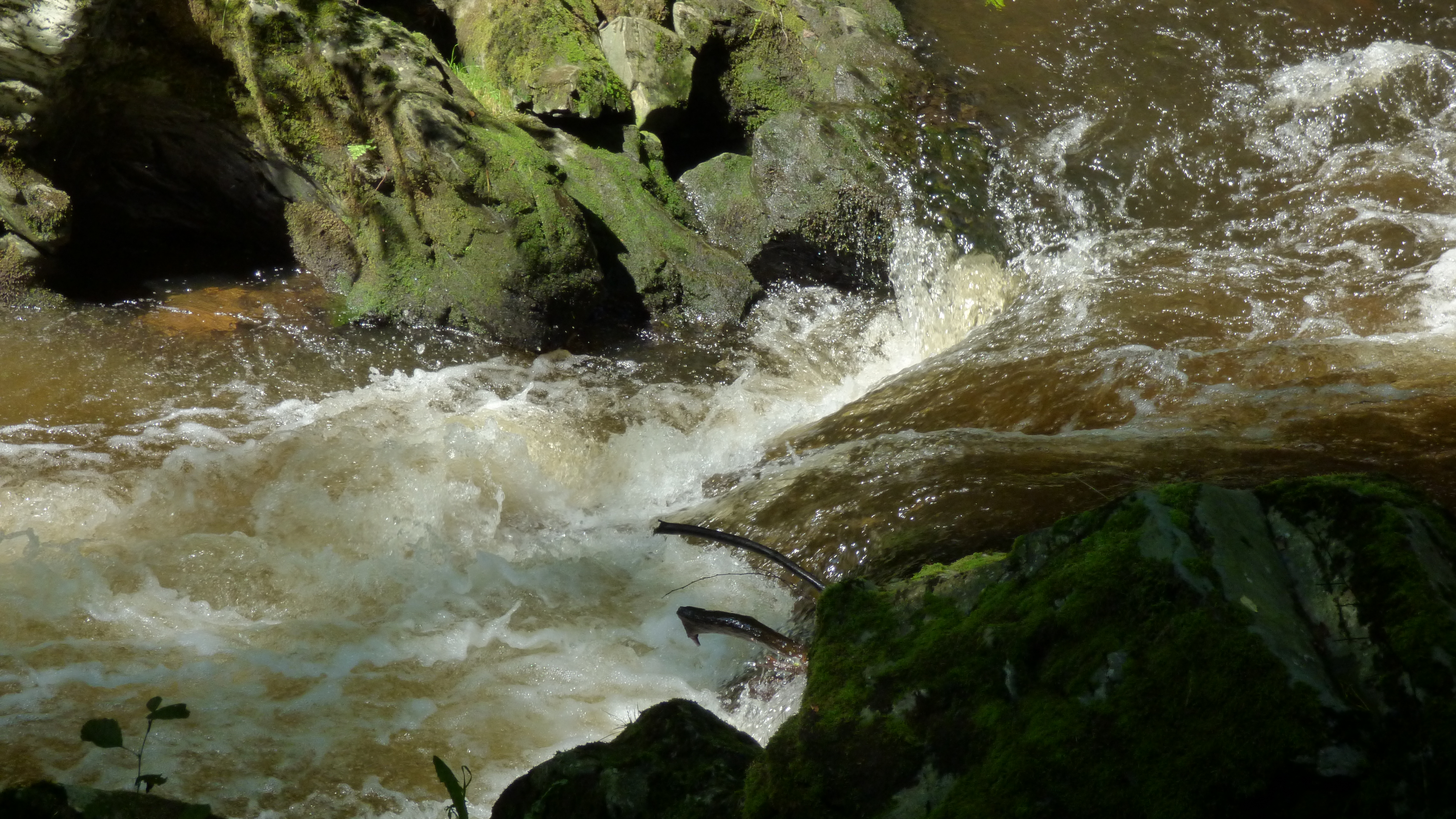
Kamenice u Návarova

Kamenice pramení pod sedlem Holubníku západně od Černé hory jako Velký Kamenický potok, odkud stéká do údolí, zatopeného v  letech 1976–82 během výstavby Josefodolské přehrady, která je největší přehradou Jizerských hor a zdrojem pitné vody pro Liberec. 
Dále protéká přes Josefův Důl, okrajem Albrechtic v Jizerských horách, přes Jiřetín pod Bukovou, po hranici Tanvaldu a Smržovky a centrem Tanvaldu, přes Velké Hamry, Plavy, pod hradem Návarov, a pod Spálovem, na hranici Semil (k. ú. Spálov u Semil) a Železného Brodu (k. ú. Horská Kamenice) se vlévá do Jizery.

### Větší přítoky
- zleva – Hluboký potok, Jelení potok, Jedlová, Desná, Ješkrabec, Zlatník, Vošmenda
- zprava – Blatný potok, Smržovský potok, Průrubský potok

## Vodní režim
Průměrný průtok u ústí činí 4,65 m³/s.
Hlásný profil:
| místo | říční km | plocha povodí | průměrný průtok (Qa) | stoletá voda (Q100) |
| ----- | -------- | ------------- | -------------------- | ------------------- |
| Plavy | 12,04    | 145,11 km²    | 3,83 m³/s            | 273 m³/s            |

## Využití
Jde o velmi čistý vodní tok (I.–II. třída), pstruhovou vodu s vodáckým využitím.
Údolím Kamenice prochází železniční trať Železný Brod – Tanvald (č. 035). Dále pak trať Tanvald - Smržovka (dále pak do Liberce), na kterou navazuje lokální trať Smržovka - Josefův Důl.
Podél řeky vede po levém břehu turistická Palackého stezka.

## Zajímavosti
Po řece Kamenici je (k r. 2016) pojmenován pár rychlíků společnosti České dráhy v trase Praha - Turnov - Tanvald a zpět.